# São Salvador do Mundo (freguesia)
São Salvador do Mundo es una freguesia caboverdiana del municipio de São Salvador do Mundo.

## Geografía
La freguesia abarca parte de la isla de Santiago.

## Organización territorial
La freguesia contaba en 2021 con 7452 habitantes distribuidos en las entidades de población de:

### Ciudad
- Achada Igreja (Picos)

### Localidades
- Aboboreiro
- Achada Leitão
- Babosa
- Burbur
- Covão Grande
- Degredo
- Djéu
- Faveta
- Jalalo Ramos
- Junco
- Leitão Grande
- Leitãozinho
- Manhanga
- Mato Fortes
- Mato Limão
- Pico Freire
- Picos Acima
- Purgueira
- Rebelo Acima